# Сервій Сульпіцій Гальба (консул 108 року до н. е.)
Сервій Сульпіцій Гальба (лат. Servius Sulpicius Galba; ? — після 100 до н. е.) — політичний, державний та військовий діяч часів Римської республіки, консул 108 року до н. е.

## Життєпис
Походив з патриціанського роду Сульпіціїв. Старший син Сервія Сульпіція Гальби, консула 144 року до н. е. Здобув гарну освіту під орудою батька. У 149 році до н. е. його батько, перебуваючи під судом, вивів Сервія разом з його братом Гаєм на засідання суду і доручив їх опіці народу, щоб викликати співчуття до себе.
Відзначався прихильністю до оптиматів. У 111 році до н. е. його обрано претором. Як пропреторство у 110 році до н. е. отримав провінцію Далека Іспанія. У 109 році до н. е. повернувся до Риму.
У 108 році до н. е. його обрано консулом разом з Квінтом Гортензієм, якого було викрито у підкупі виборців й замінено суфектом Марком Аврелієм Скавром. Ймовірно в цей час наказав створити чудові сади біля Авентінського пагорбу, де згодом мешкав.
Надалі намагався протистояти політичним реформам Гая Марія та Луція Аппулея Сатурніна. У 100 році до н. е. був одним з очільників сенатського спротиву Сатурніну, якого зрештою було вбито.
З того часу про подальшу долю Сервія Сульпіція Гальби згадок немає.

## Родина
- Сервій Сульпіцій Гальба, претор 54 року до н. е.